# Comuna Kornienkî, Velîka Bahacika
Kornienkî (în ucraineană Корнієнки) este o comună în raionul Velîka Bahacika, regiunea Poltava, Ucraina, formată din satele Kornienkî (reședința), Mostovivșciîna, Popove, Șpîrnî, Țîkalî, Trudoliubîve și Vîșari.

## Demografie
Componența lingvistică a comunei Kornienkî
     Ucraineană (98,95%)
     Alte limbi (0,97%)
Conform recensământului din 2001, majoritatea populației comunei Kornienkî era vorbitoare de ucraineană (98,95%), existând în minoritate și vorbitori de alte limbi.